# Камонеоне (Бергамо)
Камонеоне је насеље у Италији у округу Бергамо, региону Ломбардија.
Према процени из 2011. у насељу је живело 691 становника. Насеље се налази на надморској висини од 427 м.